# مركز ببمد كندا
مركز ببمد كندا (بالإنجليزية: Pubmed Central Canada) هو مستودع رقمي كندي وطني لأدبيات الصحة وعلوم الحياة التي راجعها النظراء. عمل من 2010 إلى 2018. انضم إلى مركز ببمد أوروبا (Europe PubMed Central) (المعروف سابقًا باسم مركز ببمد بالمملكة المتحدة) كعضو في شبكة ببمد المركزية الدولية. كان المركز عبارة عن شراكة بين المعاهد الكندية للبحوث الصحية (CIHR)، والمكتبة الكندية الوطنية للعلوم، والمكتبة الوطنية للطب الأمريكية (NLM).
تضمّن المركز واجهة باللغتين الإنجليزية والفرنسية، لدعم استخدام اللغتين الرسميتين في كندا. قدم المركز وصولاً مجانيًا إلى المحتوى، وكان واحدا من المواقع التي يمكن لباحثي المعاهد الكندية للبحوث الصحية فيها إيداع مقالاتهم البحثية التي راجعها النظراء، من أجل تلبية مُتطلّبات الوصول المفتوح لسياسة المعاهد الكندية بشأن الوصول إلى مخرجات البحث.

## الإطلاق
تم إطلاق النسخة الأولية من مركز ببمد كندا في أكتوبر 2009. تم توقيت الإطلاق ليتزامن مع أسبوع الوصول المفتوح. تم الإطلاق الكامل للمركز، بما في ذلك نظام تقديم المخطوطات لباحثي المعاهد الكندية للبحثو الصحية، في 28 أبريل 2010.

## حاليا
في 23 فبراير 2018، تم إيقاف المركز بشكل دائم. لم يتم حذف أي من مخطوطات المؤلفين، وتم نسخ ما يقرب من 2900 مخطوطة كتبها باحثون بتمويل من المعاهد الكندية للأبحاث الصحية (CIHR) في الأرشيف إلى المستودع الرقمي التابع لمجلس الأبحاث الوطني خلال الأشهر المقبلة. ستظل هذه المخطوطات إلى جانب جميع المحتويات الأخرى قابلة للبحث بشكل عام في ببمد سنترال ومركز ببمد أوروبا، مما يعني أن مثل هذه المخطوطات ستستمر في التوافق مع سياسة الوصول المفتوح للوكالات الثلاث بشأن المنشورات.

## روابط خارجية
- الموقع الرسمي
- CIHR and CISTI: Developing a Canadian PMC Repository (PDF) - presentation by Geoff Hynes to CHLA 2008
- HLWIKI International: PubMed Central Canada (PMCC)